# 蘇明
蘇明（1463年—？），字視遠，順天府昌平縣（今北京市昌平區）人，直隸隆慶州（今北京市延慶區）民籍，明朝政治人物。

## 生平
弘治十四年（1501年）辛酉科順天府鄉試第一百十三名舉人。弘治十八年（1505年）中式乙丑科會試第二百五十名，三甲第八十四名進士。

## 家族
曾祖蘇德；祖父蘇義；父蘇榮，經歷。母楊氏。慈侍下。弟蘇昭、蘇暲。